# Zoran Jankovics
Zoran Jankovics (szerb nyelven: Зоран Јанковић, bolgár nyelven: Зоран Янкович;) (India, 1974. február 8. –) szerb születésű bolgár válogatott labdarúgó, edző.
A válogatott tagjaként részt vett a 2004-es Európa-bajnokságon.

## Válogatott góljai
| # | Dátum               | Stadion                                         | Ellenfél     | Gól   | Eredmény | Kiírás               |
| - | ------------------- | ----------------------------------------------- | ------------ | ----- | -------- | -------------------- |
| 1 | 2002. szeptember 7. | Baldvin király Stadion, Brüsszel, Belgium       | Belgium      | 1 – 0 | 2–0      | 2004-es Eb selejtező |
| 2 | 2003. február 12.   | Amóhosztosz Episztrofí Stadion, Lárnaka, Ciprus | Magyarország | 1 – 0 | 1–0      | Barátságos mérkőzés  |

## Sikerei, díjai
- Litex Lovecs
  - Bolgár kupa: 2000–01, 2003–04, 2007–08
- Dalian Shide
  - Kínai bajnok: 2002, 2005
  - Kínai kupa: 2005